# Ophiogomphus occidentis
Ophiogomphus occidentis – gatunek ważki z rodziny gadziogłówkowatych (Gomphidae). Występuje na terenie Ameryki Północnej.